# Секулица
Сакулица (мкд. Сакулица) је насеље у Северној Македонији, у северном делу државе. Сакулица је у оквиру општине Кратово.

## Географија
Сакулица је смештена у северном делу Северне Македоније. Од најближег града, Куманова, село је удаљено 55 km источно.
Село Сакулица се налази у историјској области Кратовско. Насеље је положено на ободу долине Криве реке, а подно планине Манговица, на приближно 480 метара надморске висине.
Месна клима је умерено континентална.

## Становништво
Сакулица је према последњем попису из 2002. године имала 177 становника. Од тога огромну већину чине етнички Македонци.
Претежна вероисповест месног становништва је православље.